# Seaton (East Riding of Yorkshire)
Seaton is een civil parish in het bestuurlijke gebied East Riding of Yorkshire, in het Engelse graafschap East Riding of Yorkshire met 433 inwoners.